# Gittelde
Gittelde è una frazione della città tedesca di Bad Grund (Harz).

## Storia
Il 1º luglio 1972 al territorio di Gittelde fu unito quello del soppresso comune di Teichhütte.
Il 1º marzo 2013 il Flecken di Gittelde venne aggregato alla città di Bad Grund (Harz).